# Ecnomocephala gilli
Ecnomocephala gilli is een vliesvleugelig insect uit de familie Eupelmidae. De wetenschappelijke naam werd voor het eerst geldig gepubliceerd in 2019 door Gibson.